# Mittelland-Route (D4)
Die D-Route 4 (Mittelland-Route) ist ein 1.026 Kilometer langer Radfernweg in Deutschland und verbindet Aachen mit Zittau. Sie ist im südlichen Nordrhein-Westfalen teilweise identisch mit den EuroVelo-Routen EV3 und EV4 sowie der Wasserburgenroute.

## Streckenführung
Der Deutsche Tourismusverband beschreibt den Verlauf wie folgt: „Die Mittelland-Route folgt dem Gürtel dicht bewaldeter Mittelgebirge, der Deutschland von West nach Ost durchzieht. Wegen dieser Topografie stellt sie auch einige sportliche Anforderungen. Die städtischen Höhepunkte sind Bonn, die Thüringer Klassikerstädte und Dresden.“

## Beschilderung
Die D-Route 4 ist mit dem D-Netz-Symbol und der Ziffer „4“ beschildert.